# گریت پارک (مریلند)
گریت پارک (به انگلیسی: Garrett Park) شهری در ایالت مریلند کشور ایالات متحده آمریکا است که جمعیت آن در سرشماری سال ۲۰۱۰ میلادی، ۹۹۲ نفر بوده‌است.